# یوگنی مورگونوف
یوگنی مورگونوف (روسی: Евге́ний Алекса́ндрович Моргуно́в؛ ۲۷ آوریل ۱۹۲۷ – ۲۵ ژوئن ۱۹۹۹) بازیگر و کارگردان اهل اتحاد جماهیر شوروی سوسیالیستی بود.
از فیلم‌ها یا برنامه‌های تلویزیونی که وی در آن نقش داشته است، می‌توان به پاول کارچگین، آدم‌ربایی، به سبک قفقازی و نگهبان جوان اشاره کرد.